# FC Admira Wacker Mödling
Fußballclub Flyeralarm Admira Wacker Mödling – austriacki klub piłkarski z miasta Mödling, grający w 2. Lidze. Klub o tej nazwie powstał w 1997 roku w wyniku fuzji klubów VfB Mödling oraz SCN Admira/Wacker Wiedeń. W 2011 r. po 5 latach przerwy awansował do austriackiej ekstraklasy.

## Historia
Chronologia nazw:
- 1905: Admira Wiedeń (niem. SK Admira Vienna)
- 1951: ESV Admira Wiedeń (niem. ESV Admira Wien) – po fuzji z ESV Wien
- 1960: Admira NÖ-Energie Wiedeń (niem. ESV Admira NÖ-Energie Wien)
- 1971: Admira/Wacker Wiedeń (niem. SCN Admira/Wacker Wien) – po fuzji z Wacker Wien
- 1997: Admira Wacker Mödling (niem. FC Admira Wacker Mödling) – po fuzji z VfB Mödling

## Sukcesy
- Admira Wiedeń
  - Mistrzostwo Austrii: 1927, 1928, 1932, 1934, 1936, 1937, 1939
  - Wicemistrzostwo Austrii: 1929, 1930, 1931, 1935
  - Wicemistrzostwo Niemiec: 1939
  - Puchar Austrii: 1928, 1932, 1934
  - Finał Pucharu Mitropa: 1934
- ESV Admira Wiedeń / ESV Admira NÖ-Energie Wiedeń
  - Mistrzostwo Austrii: 1966
  - Puchar Austrii: 1964, 1966
- SC Wacker Wiedeń
  - Mistrzostwo Austrii: 1947
  - Wicemistrzostwo Austrii: 1939, 1940, 1941, 1948, 1951, 1953, 1956
  - Puchar Austrii: 1947
  - Finalista Pucharu Austrii: 1923
- FC Admira Wacker
  - Superpuchar Austrii: 1989
  - Wicemistrzostwo Austrii: 1989
  - Finalista Pucharu Austrii: 1979, 1989, 1992, 1996
- VfB Mödling
  - Mistrzostwo Dolnej Austrii: 1928, 1948

## Europejskie puchary
Legenda do wszystkich tabel:
- Q – runda eliminacyjna, 1/16, 1/8, 1/4, 1/2 – odpowiednia faza rozgrywek, Grupa – runda grupowa, 1r gr – pierwsza runda grupowa, 2r gr – druga runda grupowa, F – finał, R – runda, PO – play-off
- k. – rzuty karne, los. – losowanie, Dogr. – dogrywka, w. – zasada bramek strzelonych na wyjeździe

| Sezon   | Rozgrywki                 | Runda | Przeciwnik              | Dom | Wyjazd | Ogólnie     |
| ------- | ------------------------- | ----- | ----------------------- | --- | ------ | ----------- |
| 1964/65 | Puchar Zdobywców Pucharów | 1R    | Legia Warszawa          | 1–3 | 0–1    | 1–4         |
| 1966/67 | Puchar Europy             | 1R    | Vojvodina               | 0–1 | 0–0    | 0–1         |
| 1973/74 | Puchar UEFA               | 1R    | Inter Mediolan          | 1–0 | 1–2    | 2–2, w.     |
| 1973/74 | Puchar UEFA               | 2R    | Fortuna Düsseldorf      | 2–1 | 0–3    | 2–4         |
| 1982/83 | Puchar UEFA               | 1R    | Bohemians Praga         | 1–2 | 0–5    | 1–7         |
| 1987/88 | Puchar UEFA               | 1R    | TPS Turku               | 0–2 | 1–0    | 1–2         |
| 1989/90 | Puchar Zdobywców Pucharów | 1R    | AEL Limassol            | 3–0 | 0–1    | 3–1         |
| 1989/90 | Puchar Zdobywców Pucharów | 2R    | Ferencváros             | 1–0 | 1–0    | 2–0         |
| 1989/90 | Puchar Zdobywców Pucharów | 1/4   | RSC Anderlecht          | 1–1 | 0–2    | 1–3         |
| 1990/91 | Puchar UEFA               | 1R    | Vejle BK                | 3–0 | 1–0    | 4–0         |
| 1990/91 | Puchar UEFA               | 2R    | FC Luzern               | 1–1 | 1–0    | 2–1         |
| 1990/91 | Puchar UEFA               | 3R    | Bologna FC              | 3–0 | 0–3    | 3–3, k: 5–6 |
| 1992/93 | Puchar Zdobywców Pucharów | 1R    | Cardiff City            | 2–0 | 1–1    | 3–2         |
| 1992/93 | Puchar Zdobywców Pucharów | 2R    | Royal Antwerp           | 2–4 | 4–3    | 6–7, Dogr.  |
| 1993/94 | Puchar UEFA               | 1R    | Dnipro Dniepropietrowsk | 2–3 | 0–1    | 2–4         |
| 1994/95 | Puchar UEFA               | 1R    | Górnik Zabrze           | 5–2 | 1–1    | 6–3         |
| 1994/95 | Puchar UEFA               | 2R    | AS Cannes               | 1–1 | 4–2    | 5–3         |
| 1994/95 | Puchar UEFA               | 3R    | Juventus F.C.           | 1–3 | 1–2    | 2–5         |
| 2012/13 | Liga Europy               | 2Q    | Žalgiris                | 5–1 | 1–1    | 6–2         |
| 2012/13 | Liga Europy               | 3Q    | Sparta Praga            | 0–2 | 2–2    | 2–4         |
| 2016/17 | Liga Europy               | 1Q    | Spartak Myjava          | 1–1 | 3–2    | 4–3         |
| 2016/17 | Liga Europy               | 2Q    | Kəpəz Gəncə             | 1–0 | 2–0    | 3–0         |
| 2016/17 | Liga Europy               | 3Q    | Slovan Liberec          | 1–2 | 0–2    | 1–4         |
| 2018/19 | Liga Europy               | 2Q    | CSKA Sofia              | 1–3 | 0–3    | 1–6         |

## Skład na sezon 2021/2022
| Nr | Poz. | Piłkarz         |
| -- | ---- | --------------- |
| 1  | BR   | Andreas Leitner |
| 2  | OB   | Stephan Auer    |
| 4  | OB   | Sebastian Bauer |
| 5  | OB   | Paul Koller     |
| 6  | OB   | Markus Bukart   |
| 7  | PO   | Dominik Starki  |
| 9  | PO   | Manuel Botic    |
| 10 | PO   | Roman Kretezuf  |
| 12 | OB   | Lukas Malicsek  |
| 15 | OB   | Manuel Maranda  |
| 16 | NA   | Patrick Schmidt |
| 17 | PO   | Dominik Starkl  |

| Nr | Poz. | Piłkarz           |
| -- | ---- | ----------------- |
| 19 | PO   | Wilhelm Vorsager  |
| 20 | PO   | Marco Kadlec      |
| 21 | OB   | Markus Wostry     |
| 22 | PO   | Marcus Maier      |
| 23 | PO   | Pascal Petlach    |
| 24 | PO   | Marco Hausjell    |
| 26 | OB   | Jonathan Scherzer |
| 27 | OB   | Emanuel Aiwu      |
| 29 | BR   | Manuel Kuttin     |
| 32 | OB   | Philipp Posch     |
| 37 | OB   | Marcel Holzmann   |
| 44 | NA   | Marin Jakoliš     |
| -- | PO   | Patric            |